# Orchestia traskiana
Orchestia traskiana är en kräftdjursart. Orchestia traskiana ingår i släktet Orchestia och familjen tångloppor. Inga underarter finns listade i Catalogue of Life.